# Jean-Claude Biette
Pour les articles homonymes, voir Biette (homonymie).
Jean-Claude Biette est un réalisateur français né le 6 novembre 1942 à Paris où il est mort le 10 juin 2003.

## Biographie
Collaborateur des Cahiers du cinéma à partir de 1964, il réalise plusieurs courts métrages entre 1961 et 1972. Il séjourne en Italie pendant quelques années au cours desquelles il travaille avec Pier Paolo Pasolini.
Il participe avec Serge Daney, en 1991, à la fondation de la revue Trafic. Il succombe à un infarctus en juin 2003, à l'âge de soixante ans, alors qu'il terminait Saltimbank.
Pierre Léon lui a consacré un documentaire, Biette, sorti en juin 2013. Un hommage lui est rendu à la cinémathèque française en juin-juillet 2013.

## Filmographie

### Réalisateur

#### Courts métrages
- 1961 : La Poursuite[4]
- 1966 : Ecco ho letto
- 1968 : Attilio Bertolucci
- 1968 : La Partenza[5]
- 1968 : Sandro Penna
- 1970 : Ce que cherche Jacques
- 1973 : La Sœur du cadre
- 1983 : Pornoscopie (segment de Archipel des amours)

#### Longs métrages
- 1977 : Le Théâtre des matières
- 1980 : Loin de Manhattan
- 1989 : Le Champignon des Carpathes
- 1993 : Chasse gardée
- 1995 : Le Complexe de Toulon
- 1999 : Trois Ponts sur la rivière
- 2002 : Saltimbank

### Assistant réalisateur
- 1967 : Œdipe roi (Edipo re) de Pier Paolo Pasolini
- 1975 : Change pas de main de Paul Vecchiali
- 1975 : Direction de la réalisation de la version parlant français de Salò ou les 120 Journées de Sodome de Pier-Paolo Pasolini

### Acteur
- 1963 : La Carrière de Suzanne d'Éric Rohmer
- 1967 : Œdipe roi de Pier Paolo Pasolini
- 1970 : Othon de Jean-Marie Straub et Danièle Huillet
- 1973 : La Maman et la Putain de Jean Eustache
- 1974 : Céline et Julie vont en bateau de Jacques Rivette
- 1975 : India Song de Marguerite Duras
- 1975 : Le Jardin qui bascule de Guy Gilles
- 1976 : L'Assassin musicien de Benoît Jacquot
- 1977 : La Machine de Paul Vecchiali
- 1982 : Sur le tournage de Loin de Manhattan de Jean-Christophe Bouvet
- 1983 : En haut des marches de Paul Vecchiali
- 1992 : Conte d'hiver d'Éric Rohmer
- 1997 : Oncle Vania de Pierre Léon
- 1997 : Mange ta soupe de Mathieu Amalric
- 1998 : Le Dieu Mozart II de Pierre Léon
- 2001 : L'Adolescent de Pierre Léon
- 2002 : Saltimbank de lui-même

## Publications
- Poétique des auteurs, Paris, éditions de l'Étoile, 1988
- Qu'est-ce qu'un cinéaste ?, éditions P.O.L, 2000  (ISBN 2867447941) [présentation en ligne]
- Cinémanuel, éditions P.O.L, 2001  (ISBN 2867448247) [présentation en ligne] Prix Philippe-Arnaud du livre de cinéma[6].

### Traduction
- Lucio Colletti, Le Marxisme et Hegel, traduit de l'italien par Jean-Claude Biette et Christian Gauchet, Paris, éditions Champ Libre, 1976